# Asterostemma (zoología)
Asterostemma es un género extinto de gliptodonte, grupo de mamíferos xenartros herbívoros de mediano y gran tamaño emparentados con los actuales armadillos (Dasypodidae) y también incluidos en el orden Cingulata, si bien forman una familia aparte reconocible por sus armaduras óseas no formadas por varias bandas móviles como en los armadillos actuales, sino por unas cuantas de escasa movilidad o incluso una sola pieza de caparazón inmóvil que cubría el torso. Este género en particular fue inicialmente descrito de fósiles del Mioceno de Argentina que el paleontólogo argentino Florentino Ameghino designó en 1889 como Asterostemma depressa. Más adelante, fueron descritos restos en la región de Chucal en Chile, a la vez que se describieron otras especies en el norte de Suramérica, entre ellas A. venezuelensis de Venezuela y A.gigantea y A.acostae de la zona de La Venta en el departamento de Huila (Colombia), datando de mediados del período Mioceno.
Tradicionalmente, Asterostemma se ha considerado como parte de la subfamilia de los Propalaehoplophorinae, miembros de la familia Glyptodontidae que incluye especies propias del Oligoceno y Mioceno de la Patagonia argentina como Propalaehoplophorus, Eucinepeltus, Metopotoxus y Cochlops, de rasgos primitivos como el cráneo alargado y el caparazón con bandas móviles en los bordes laterales, por lo que resultaba sorprendente la aparición de este género en el norte de Sudamérica, cuyas faunas (definidas en el más reciente biocrón Laventense) usualmente son distintas de las observadas en la zona sur. Los análisis de una nueva especie de gliptodóntido más reciente, encontrada en el Plioceno de Venezuela y emparentada con A. venezuelensis, indicaron a los autores de su descripción que probablemente esta clasificación era errónea y que de hecho las especies norteñas estaban más vinculadas a la subfamilia Glyptodontinae, la más derivada y de reciente aparición dentro de los gliptodóntidos que a Asterostemma y a sus parientes (con los que forma un grupo monofilético de gliptodóntidos de la zona sur de continente), por lo que propusieron la reubicación de las especies del norte suramericano en el nuevo género Boreostemma, dejando por lo tanto sólo a la especie tipo A. depressa como miembro de este género (la otra especie, A. barrealense no cuenta con una diagnosis suficiente).